# IJsvogel
De ijsvogel (Alcedo atthis) is een vogel uit de familie van de ijsvogels (Alcedinidae). Het is een opvallende verschijning door zijn contrasterende blauwe bovendelen en oranje onderdelen, maar ook een zeer schuwe soort die zich weinig laat zien. Deze soort is de enige ijsvogelsoort die tot in noordelijk Europa voorkomt, inclusief Nederland en België. De meeste soorten ijsvogels leven in de tropen.
De ijsvogel is een typische viseter en is dus sterk aan water gebonden. Vanwege zijn voorkeur voor steilkanten om in te broeden, komen ze vaak voor bij stromend water, omdat daar van nature door erosie steile oevers ontstaan. Ook stilstaande visrijke wateren met begroeiing vormen een prima leefomgeving. In het grootste deel van het verspreidingsgebied is de soort algemeen, maar in sommige gebieden wordt de ijsvogel met uitsterven bedreigd.

## Kenmerken
De ijsvogel is een kleine vogel met een korte staart en pootjes, een korte nek, korte afgeronde vleugels, een grote kop met grote ogen en een lange, dolkvormige snavel. De poten zijn syndactiel: de voortenen zijn aan de basis gedeeltelijk met elkaar vergroeid.
De ijsvogel is aan de bovenzijde overwegend blauw, waarbij de veren van de kop en vleugels iriserend blauwgroen zijn, en op het midden van de rug lichter tot kobaltblauw. De staartveren zijn wat donkerder. De veren aan de borst en buikzijde zijn warm oranje, en steken hiermee duidelijk af. Van de snavel tot achter het oog is op de wang een oranje oogstreep aanwezig, die abrupt overgaat in een helder witte streep. Ook de keel is wit. De poten van een volwassen ijsvogel zijn oranje tot rood van kleur. De mannetjes zijn enkel van de vrouwtjes te onderscheiden aan de kleur van de basis van de ondersnavel, die bij het vrouwtje voor het grootste deel tot volledig oranje is. Ook kan er bij het vrouwtje in de basis van de bovensnavel oranje voorkomen. De ondersnavel van het mannetje kan tot een derde van de lengte, gezien vanaf de basis, oranje zijn. Juvenielen onderscheiden zich van volwassen exemplaren door het valere verenkleed met donkergrijs gerande borstveren, een kortere snavel met een bleke snavelpunt, en donkerbruine poten. 
De ijsvogel meet van snavelpunt tot en met staart ongeveer 16 cm; de spanwijdte is 24 tot 26 cm, en het lichaamsgewicht loopt uiteen van 34 tot 55 gram. De ijsvogel heeft een snelle stofwisseling, en het gewicht varieert gedurende de dag.
De vogel is in noordelijk Europa onmiskenbaar door zijn tekening.
Het geluid is divers. Er kunnen schelle en fluitende geluiden worden geproduceerd. Het mannetje lokt het vrouwtje met een hoge, fluitende 'tieieiet' of 'tieietuu', die hij vaak tijdens de vlucht laat horen. Bij opwinding of agressie worden korte, herhaalde 'tri-tri-tri' geluiden geproduceerd.

## Naamgeving
De wetenschappelijke naam van de soort werd in 1758 als Gracula Atthis gepubliceerd door Carl Linnaeus. De soortnaam Atthis is mogelijk een verwijzing naar de Griekse schone 'Atthis' die door de Griekse dichteres Sappho werd aanbeden. Tegelijk met de naam Gracula atthis publiceerde Linnaeus ook de naam Alcedo ispida. Deze naam is regelmatig gebruikt voor de Europese ijsvogel, een taxon dat nu als de Europese ondersoort van Alcedo atthis wordt beschouwd.
De Nederlandse naam ijsvogel kan een verbastering zijn van de Germaanse naam Eisenvogel, wat 'ijzervogel' betekent. Deze naam slaat op de metaalachtige glans van het blauwe verenkleed. Een andere verklaring voor de naam is dat de ijsvogel 's winters bij het ijs werd gezien om uit een wak vissen te vangen.

## Ondersoorten
Er worden zeven ondersoorten onderscheiden:
- A. a. ispida Linnaeus, 1758: van zuidelijk Noorwegen, de Britse eilanden en noordelijk Spanje tot westelijk Rusland.
- A. a. atthis: van zuidelijk Spanje en noordelijk Afrika tot Centraal-Siberië, noordwestelijk China en noordwestelijk India.
- A. a. bengalensis Gmelin, 1788: van Centraal-India tot zuidoostelijk Siberië, Japan en Zuidoost-Azië.
- A. a. taprobana Kleinschmidt, 1894: Zuid-India en Sri Lanka.
- A. a. floresiana Sharpe, 1892: Kleine Soenda-eilanden.
- A. a. hispidoides Lesson, 1837: Sulawesi, Molukken, oostelijk Nieuw-Guinea en de Bismarck-archipel.
- A. a. salomonensis Rothschild & Hartert, 1905: Salomonseilanden.

## Verspreiding en habitat
De ijsvogel komt voor in een groot deel van Europa, behalve het grootste deel van Scandinavië en Schotland, in Azië ten zuiden van Siberië tot Japan en de Salomonseilanden, en lokaal in Noordwest Afrika. In Europa loopt de noordgrens door Zuid-Zweden, ongeveer ter hoogte van Stockholm, en Zuid-Finland, doch hij is incidenteel tot in het zuidwesten van IJsland waargenomen. In België en Nederland wordt hij regelmatig waargenomen als broed- en standvogel. Incidenteel trekt hij 's winters weg. Strenge winters zijn funest; de stand kan dan gedecimeerd worden.
In Europa komt de ijsvogel voornamelijk voor bij langzaam stromende wateren als beken en rivieren in het laagland (zelden boven 650 meter hoogte), maar hij kan worden aangetroffen in bijna alle waterrijke gebieden, als kanalen, sloten en een enkele keer de oevers van grotere plassen, meren, grindgaten en estuaria. In Oost- en Zuidoost-Azië wordt hij voornamelijk langs de kust aangetroffen, in mangrovebossen, riviermondingen en getijdenpoelen.
De ijsvogel is voor het jagen afhankelijk van wateren die helder en ijsvrij zijn met veel kleine visjes. Het liefst leeft hij in schaduwrijke gebieden, waar hij bij de jacht niet wordt gehinderd door de reflectie van licht. De aanwezigheid van geschikte uitkijkplaatsen is van minder groot belang. In de broedtijd leven de vogels voornamelijk in de nabijheid van steile oeverwallen van zand of leem nabij water, waar een nesthol kan worden uitgegraven. Ook wordt er graag gebruik gemaakt van zandkluiten van omgewaaide bomen, mits deze dik genoeg zijn. Soms broeden zij ook in steile wanden die wat verder van het water afliggen, maar dit komt zelden voor.
De ijsvogel is over het algemeen een standvogel, maar dieren die boven de 40e breedtegraad leven, zoals de Finse en Russische populaties, trekken 's winters weg, aangezien dan alle wateren bevroren zijn, wat het jagen onmogelijk maakt. Tijdens de trek kan hij afstanden tot wel 2000 km afleggen. Vogels uit Scandinavië worden 's winters ook in Nederland aangetroffen. Zij trekken in maart weer weg naar de broedgebieden. In sommige gebieden, zoals Borneo en Java, komt de soort enkel als wintervogel voor. Ook dieren in gematigde streken verlaten bij plotselinge koude hun broedterritoria. Deze dieren trekken slechts vrij korte afstanden. Ze kunnen dan rond allerlei soorten wateren aangetroffen worden, waaronder de kust.

## Leefwijze

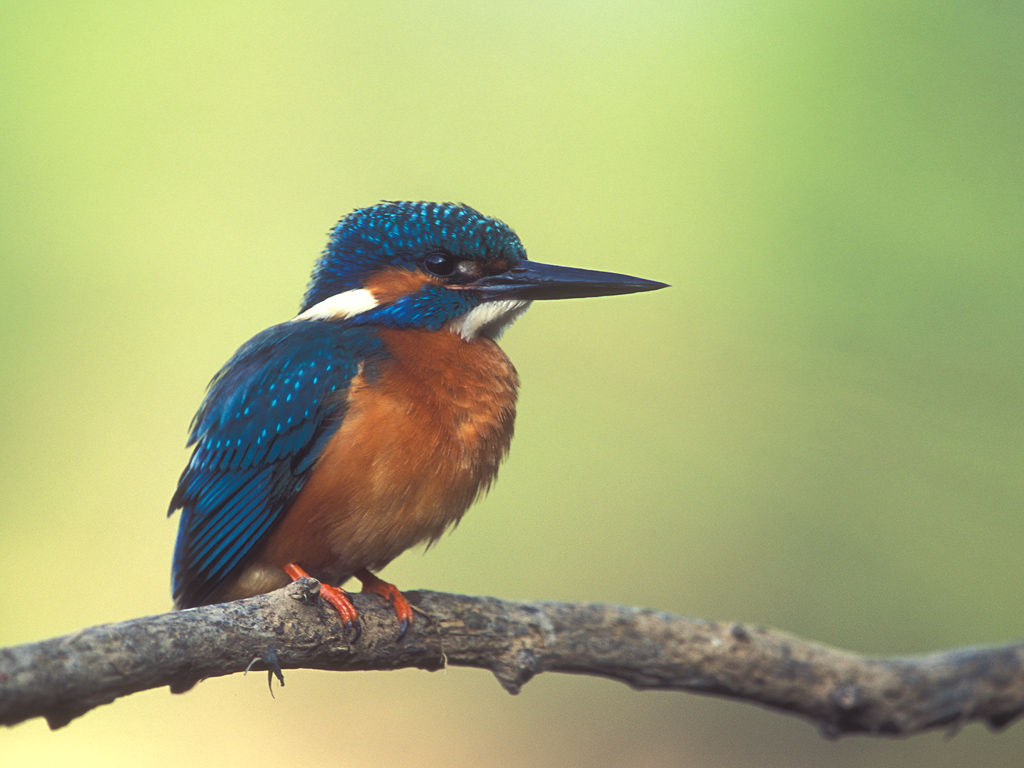
IJsvogel zittend op een tak. Meestal heeft de ijsvogel een vaste tak over het water als uitkijkpost.

De ijsvogel heeft een snelle, rechte vlucht, vaak vlak boven het wateroppervlak. Hij kan op deze manier snelheden bereiken van maximaal 80 kilometer per uur. De vleugelslag is snorrend, afgewisseld met een korte glijperiode. Hierdoor is er van een ijsvogel in vlucht zelden meer te zien dan een blauw-oranje flits.
Het waterdichte en isolerende verenkleed van de ijsvogel bestaat uit korte, dichte veren die tot zes keer per dag gepoetst en gekamd worden. Dit kan per keer 15 tot 20 minuten duren. De ijsvogel kent een voor vogels unieke poetsbeweging: hij wrijft over zijn kruin met de binnenkant van zijn vleugel. Ook neemt de ijsvogel regelmatig een bad. Vooral ouderdieren baden aan het einde van de periode waarin de jongen in de nestkamer worden gevoerd. Het nest is rond die tijd bevuild met een laag braakballen. Tijdens het baden duikt de ijsvogel onder water, alsof hij aan het vissen is, om enige seconden in het water te blijven of gelijk weer het water te verlaten en opnieuw te duiken. Dit wordt vervolgens zo'n twintig keer herhaald.

### Voedsel en jacht
De ijsvogel is een carnivoor, meer specifiek een piscivoor, en jaagt voornamelijk op kleine vissen als modderkruipers, voorns, barbelen, jonge vlagzalmen en tiendoornige stekelbaarsjes, aangevuld met jonge forellen, baarzen, snoeken en karpers, alvers, gambusia's, driedoornige stekelbaarsjes en kwabalen. Ook garnalen, rivierkreeften en andere kreeftachtigen, amfibieën als salamanders, kikkers en kikkervisjes, insecten als libellen, kevers, waterinsecten en larven en weekdieren als zoetwaterslakken staan op het dieet. Prooidieren zijn meestal 3 tot 5 cm lang, maximaal 10 cm. De lengte van de vis is daarbij een minder bepalende factor dan de hoogte. Korte brede vissen zoals de bittervoorn kunnen meer problemen veroorzaken dan een slanke lange vis, die reeds verteerd wordt terwijl de staart van de vis zich nog buiten de snavel bevindt. Vissen beslaan zo'n 78% van het dieet.
De ijsvogel is vaak te vinden op een vaste uitkijkpost nabij het water, vanwaar hij zijn prooidieren gadeslaat. De ijsvogel zit meestal onbeweeglijk op zijn uitkijkplaats, die zich zo'n een tot drie meter boven het water bevindt. Een tak die over het water uitsteekt is hiervoor geschikt, maar ook beschaduwde overhangende struiken worden hiervoor wel gebruikt. Met zijn scherpe ogen kan hij in helder water de precieze positie van zijn prooi bepalen, waarna hij met zijn snavel naar voren op zijn prooi duikt. De prooi bevindt zich meestal niet meer dan 25 cm onder het wateroppervlak. Als een visje zich laat zien wordt het met een snelle duikvlucht verschalkt. Iedere ijsvogel heeft een aantal favoriete uitkijkplaatsen vanwaar hij duikt. Als de uitkijkplaats te laag is, vliegt hij eerst omhoog waarna hij naar beneden duikt. Ook kan de vogel boven het water bidden. Aan de kust wordt vanaf een rots, een pier of een paal gejaagd. Soms wordt ook buiten het water gezocht naar voedsel, zoals in de lucht, hier worden insecten gevangen.
Bij het jagen op vis duikt de ijsvogel bijna loodrecht op zijn prooi, waardoor hij met hoge snelheid het wateroppervlak kan doorbreken. Om deze snelheid te ontwikkelen slaat hij tijdens de duik kort met zijn vleugels. Bij voldoende snelheid kan hij tot een diepte van een meter duiken, maar meestal duikt hij niet meer dan enkele decimeters. Om de ogen te beschermen tegen het water gebruikt de ijsvogel zijn knipvlies, dit is een extra ooglid dat half doorzichtig is en door een reflex als een duikbril over het oog schuift tijdens het duiken. Het wordt ook gesloten bij het voeren van de vrouwelijke partner of jong en als de vogel de veren poetst, om beschadiging door de klauwen te voorkomen.
De ijsvogel verlaat direct na de vangstpoging het water. Met enkele slagen van de korte, sterke vleugels kan hij zich uit het water heffen en wegvliegen. Hij vliegt hierna naar een zitplaats, waar hij het visje doodslaat tegen de tak waar hij op zit. Hierna wordt de prooi in zijn geheel doorgeslikt met de kop eerst. Zo wordt voorkomen dat eventuele stekels van de prooi zich vastzetten in de keel en de vogel zouden doen stikken. Mocht de ijsvogel de vis niet met zijn snavel kunnen draaien dan wordt deze eerst in de lucht gegooid. Onverteerbare delen als graten, schubben en chitineresten worden in een kleine, ovale braakbal uitgebraakt.

Jacht
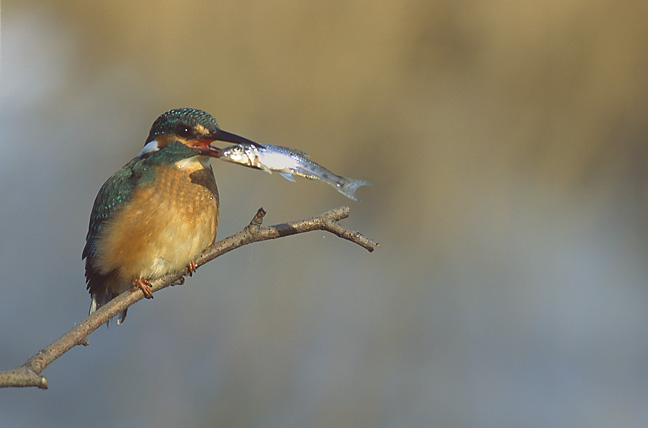
De ijsvogel leeft vrijwel uitsluitend van vis
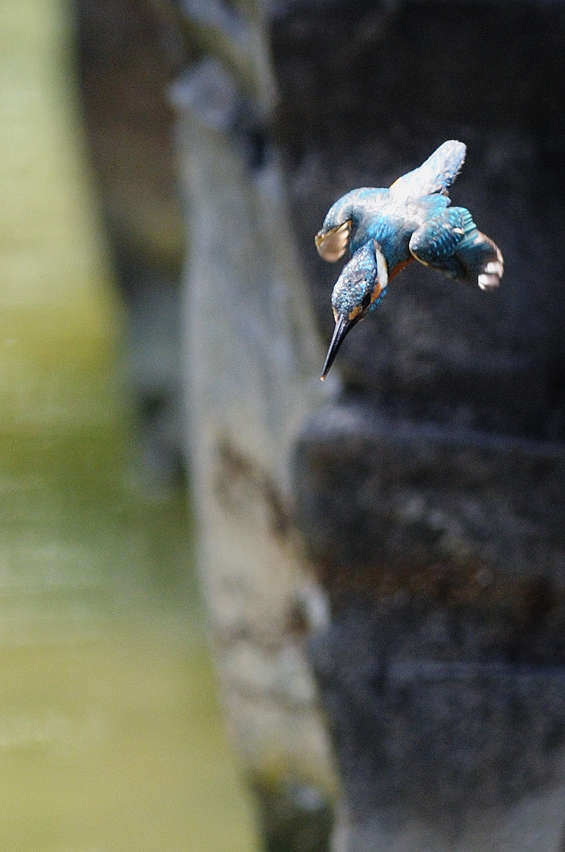
De ijsvogel duikt bijna loodrecht in het water....
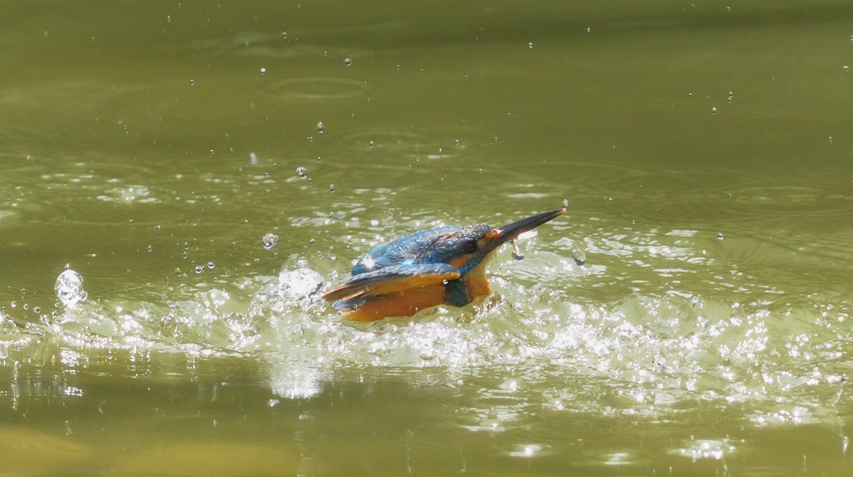
...komt vrijwel direct naar boven...
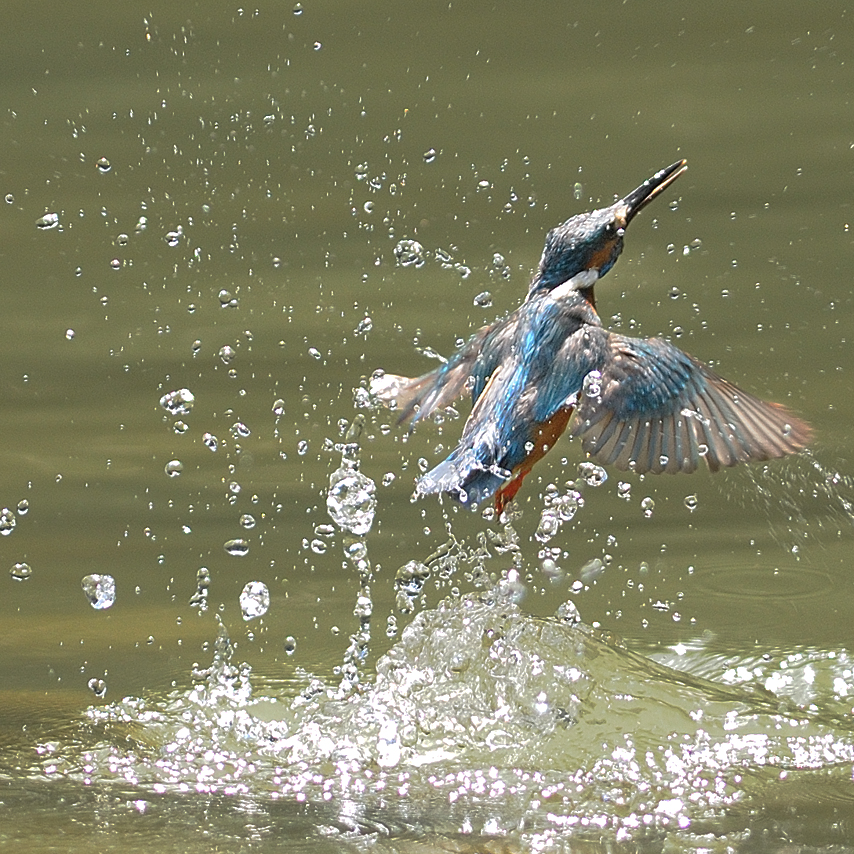
...maakt een vleugelslag...
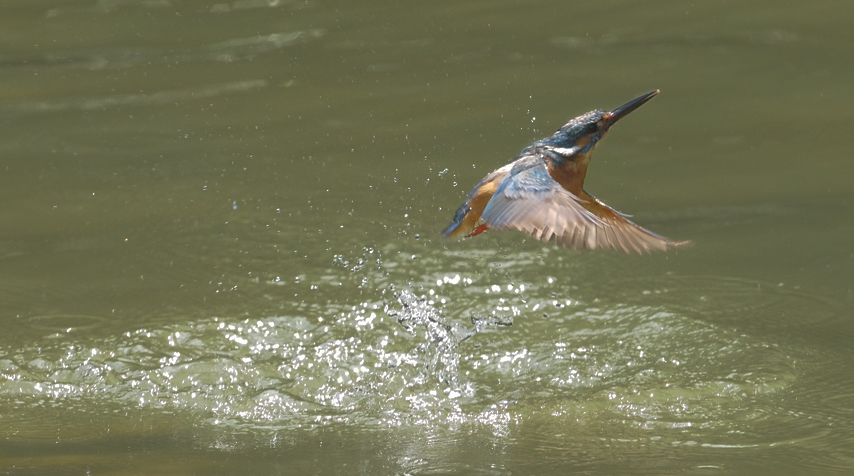
...en vliegt weg.
IJsvogel met prooi
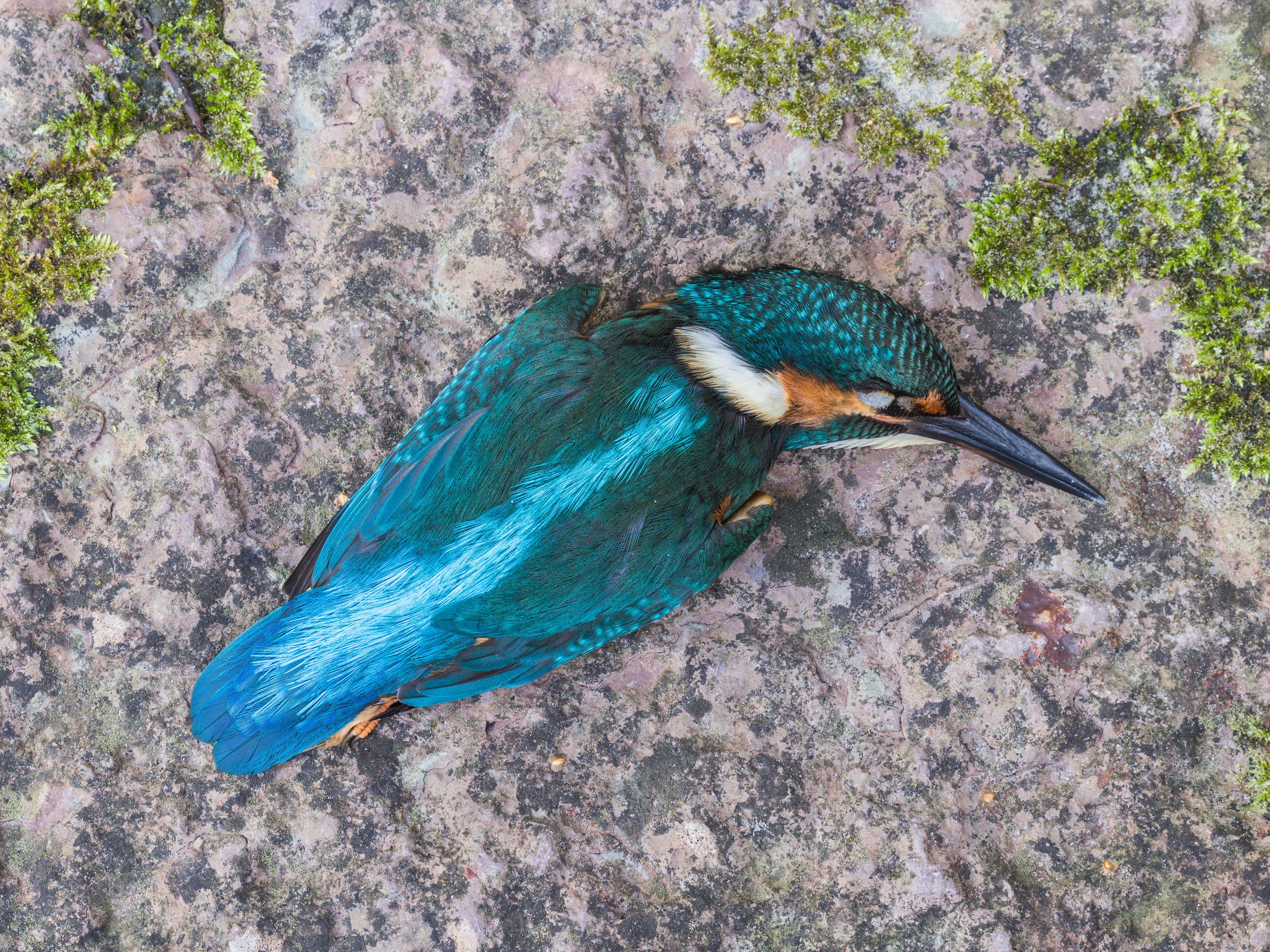
Raamslachtoffer
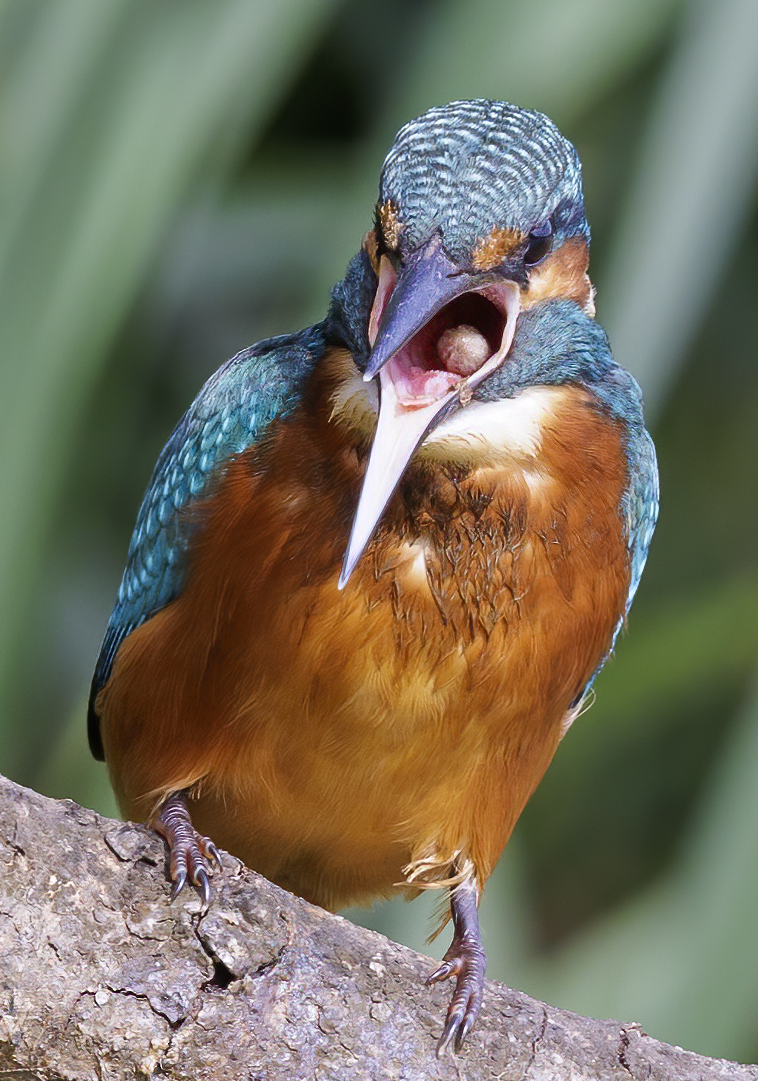
IJsvogel met braakbal
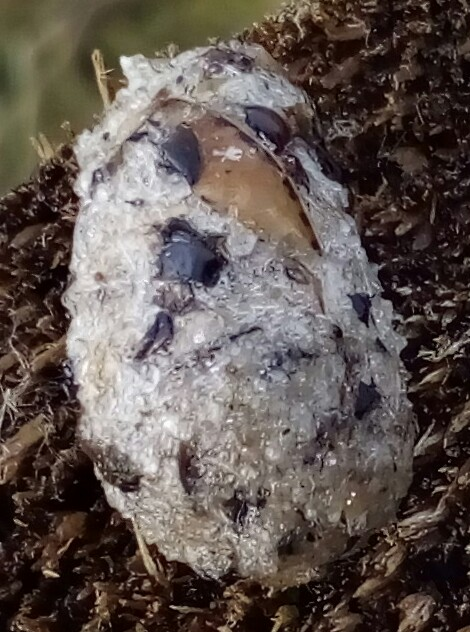
Braakbal

### Sociaal gedrag
De ijsvogel leeft voornamelijk solitair, in het broedseizoen in paarverband. Een paartje heeft een eigen territorium, dat honderd meter tot een kilometer van een rivieroever kan beslaan. Het paartje is zeer territoriaal in de broedtijd en tolereert geen andere ijsvogels. Een indringer wordt over het water achtervolgd, waarbij de ijsvogel harde kreten slaakt. Soms monden deze aanvallen uit in gevechten, waarbij de vogels elkaar bij de snavels beetpakken en in het water vallen. Deze gevechten duren meestal maar kort, maar in Zweden is waargenomen dat een gevecht acht uur lang kon duren.
's Winters heeft de ijsvogel soms een groter territorium, dat wel vijf kilometer kan beslaan. Het mannetje en vrouwtje leven in deze periode gescheiden van elkaar en zij bewonen allebei een deel van het territorium. Dit verdedigen zij ook, zelfs tegen elkaar, maar minder fanatiek dan tegen vreemde soortgenoten in het broedseizoen. In een groot deel van hun leefgebied zijn ijsvogels standvogels, maar in het noorden van het verspreidingsgebied, waar 's winters de wateren dichtvriezen en de vogel daardoor geen vis kan vangen, trekt hij weg naar ijsvrije gebieden, bijvoorbeeld de kust. Alleen in deze periode kan de ijsvogel in groepen worden waargenomen. Ook in warmere streken kan de ijsvogel lokaal trekken. Het mannetje trekt over het algemeen later weg dan het vrouwtje. De vogel zoekt het daaropvolgende jaar zijn territorium weer op.

### Voortplanting

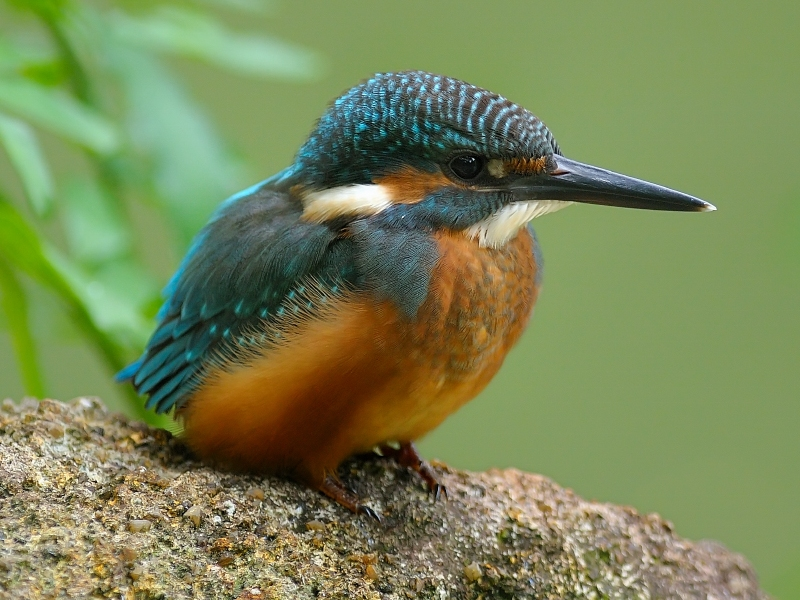
Een juveniel heeft donkere kleuren, bruine poten en een bleke snavelpunt

De ijsvogel broedt meestal twee tot drie keer per jaar. Bij zeer gunstig weer of verlies van een legsel kunnen tot vier legsels per jaar worden geproduceerd. Aan het begin van de paartijd in februari zoekt het mannetje een vrouwtje, meestal hetzelfde vrouwtje als het voorgaande jaar. Hij kan in de paartijd tot drie vrouwtjes bevruchten. De paarvorming begint met een achtervolging in de lucht, vlak bij de toekomstige locatie van het nest. Tijdens deze achtervolging slaakt het mannetje scherpe kreten. Hiermee wordt de agressie van de ijsvogels geneutraliseerd. Vervolgens strijken de dieren naast elkaar neer en richten ze zich verticaal op, met de snavel licht omhoog. Dit lijkt veel op de dreighouding, maar nu blijft de snavel gesloten en worden de veren op de rug en kruin niet opgericht. Het mannetje maakt in deze houding met zijn voorlijf zwaaiende bewegingen. Na de paarvorming begint het mannetje met de bouw van het nest. Als het mannetje een oud nest wil betrekken, toont hij dit door er geregeld in en uit te vliegen.
IJsvogels maken holen in een steile oeverkant of een omgevallen boom om er te broeden. Het mannetje klemt zich eerst vast aan de oeverwand en graaft met de snavel de grond weg. Met de poten veegt hij de uitgegraven aarde uit het hol. Ook het vrouwtje helpt wat later mee met de bouw van het nest. In het begin houdt zij zich echter meer bezig met het verdedigen van het territorium. Het hol bestaat uit een licht oplopende gang met een doorsnede van 5 tot 5,5 cm en een lengte van 30 tot 100 cm. Deze gang eindigt in een ronde nestkamer, waarin de eieren worden gelegd. De opening van het hol bevindt zich meestal zo'n 90 tot 180 cm van de bodem, zelden lager dan 60 cm. Na een week is de nestgang klaar.
Na de bouw van het nest volgt de balts, waarbij het mannetje een visje aanbiedt aan het vrouwtje. De balts wordt meestal vergezeld door veel geroep. Zodra het vrouwtje de vis heeft geaccepteerd en opgegeten volgt de paring. Het vrouwtje toont haar paringsbereidheid door zich horizontaal te strekken. Het mannetje zweeft eerst kort boven haar in de lucht, om daarna op haar rug te landen. Om in evenwicht te blijven klappert hij met zijn vleugels, en soms houdt hij zich met zijn snavel vast aan de veren in haar nek. Gedurende een week vinden meestal meerdere paringen plaats. Bij volgende paringen wordt de balts echter overgeslagen.
De broedtijd duurt van maart tot juli en is afhankelijk van de geografische locatie. In West-Europa worden de eerste eieren half maart gelegd, in Oost-Europa half april. De nestkamer waarin de eieren worden gelegd is onbedekt. Een legsel bestaat uit vier tot acht (soms tot tien) witte, ronde eieren. Ze hebben een diameter van 2 cm en een gewicht van 3,6 tot 4,7 gram. Het broeden begint nadat het laatste ei is gelegd, waardoor de eieren ongeveer tegelijkertijd uitkomen. Het paar broedt samen de eieren uit; ze wisselen elkaar iedere twee tot vijf uur af.
Na een broedtijd van 18 tot 21 dagen komen de eieren uit. Bij het uitkomen zijn de kuikens blind en naakt. De eerste week worden ze warmgehouden door de ouders. Na deze week zijn de kuikens bedekt met korte veren. Zowel het mannetje als het vrouwtje verzorgt de jongen. Zij voeden de kuikens met insecten, visjes en kleine kreeftachtigen. De prooidieren zijn iets groter dan die waarmee de ouders zichzelf voeden. De prooi wordt met de kop naar voren aangeboden. De eerste twee à drie weken wachten de jongen in de nestkamer op de ouders. De bodem van de kamer raakt hierdoor bedekt met braakballen, visschubben, graten en andere voedselresten. De jongen zitten in het hol in een stervorm, met de snavels naar de opening gericht. Het kuiken dat voor de ingang zit krijgt als enige voedsel. Nadat één voedsel heeft gekregen, schuift de "ster" een plaats op. Op deze manier krijgt ieder jong voer. Als een jong probeert voor te dringen, wordt hij door de andere jongen met harde pikken gestraft. Later wachten de kuikens de ouders op in de gang.
Na 23–27 dagen verlaten de jongen het nest en nemen plaats op een tak, waar ze nog twee tot vier dagen worden gevoerd. Vaak is het ouderpaar dan al begonnen aan een tweede legsel, in een andere nestgang. Na deze dagen worden de jongen weggejaagd of verlaten ze uit zichzelf het territorium van de ouders. Ze vormen het volgende jaar zelf een territorium. In het jaar volgend op de geboorte zijn ze geslachtsrijp, ze zijn dan zelf nog geen jaar oud.
De ijsvogel bereikt in de natuur gemiddeld een leeftijd van 7 jaar, maar in uitzonderlijke gevallen kan in het wild een leeftijd van 21 jaar worden bereikt. In gevangenschap gehouden exemplaren hebben minder last van natuurlijk verval veroorzaakt door parasieten, voedseltekort en ziektes en kunnen daardoor ouder worden; gemiddeld bereiken ze een leeftijd van 21 jaar.

## Bedreigingen

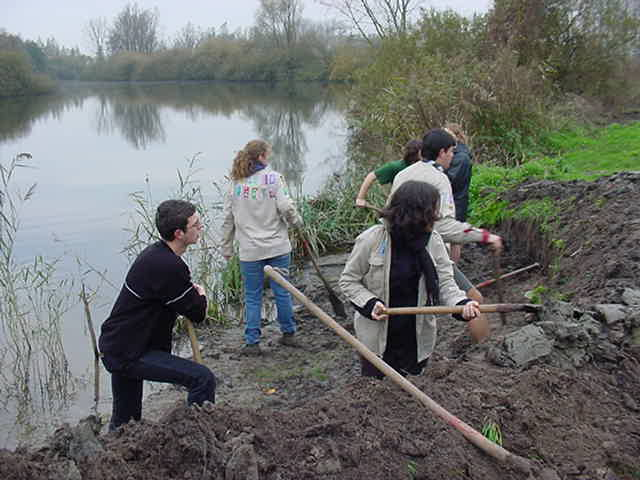
Vrijwilligers graven in 2001 een ijsvogelwand in het Saleghem Krekengebied; de plek zou vervolgens jaar na jaar nesten herbergen

De belangrijkste natuurlijke vijanden van de ijsvogel zijn rovende zoogdieren als de nerts, de wezel en de bunzing. Deze predatoren bezoeken soms de nestholen om de jongen te eten. De holen zijn echter lastig te bereiken en ijsvogels worden daardoor zelden bejaagd. Ook roofvogels vangen zelden een ijsvogel, aangezien deze zich meestal snel en laag over water verplaatsen.
De ijsvogel kan slecht tegen koude en een zeer strenge winter decimeert de ijsvogelpopulaties. Meestal sterven de dieren door voedselgebrek doordat ze door het ijs geen vis kunnen vangen. Sommige verongelukken doordat ze bij een duik een harde klap maken op het ijs. In België werden na de bijzonder strenge winter van 1963 nauwelijks 25 broedende paren waargenomen.
Vanwege zijn voorliefde voor vis jaagt de ijsvogel regelmatig bij viskwekerijen, waardoor hij soms als een schadelijk dier gezien wordt. In zijn boek Histoire des oiseaux d'Europe schreef Laurent Yeatman over de forellenkweker Casimir Raveret-Wattel die tussen 1892 en 1899 in totaal 618 ijsvogels doodde en in 1900 op een ornithologisch congres in Parijs vroeg om de soort als schadelijk te classificeren.
Onofficieel werd hij toen al meer dan honderd jaar tot de schadelijke vogels gerekend. Van zijn gewoonte om telkens op dezelfde plaats op de uitkijk te gaan zitten werd handig gebruikgemaakt door daar een muizenval te plaatsen waarmee ze gedood werden.
Sommige viskwekers tolereren de dieren echter, omdat ze zich voornamelijk voeden met de kleinere en zwakkere visjes. Sinds de jaren zeventig is de ijsvogel in de meeste Europese landen beschermd en dekken de meeste viskwekerijen hun water af met een gaasnet, waar de jagende dieren niet doorheen kunnen komen. Toch worden er nog steeds ijsvogels illegaal met strikken gedood.
De belangrijkste hedendaagse bedreiging is door de mens veroorzaakte watervervuiling, waardoor prooidieren sterven en het water vertroebelt. Ook het verdwijnen van beken en de 'normalisering' van oevers, die worden strakgetrokken en versterkt met beton of stenen, leidt tot een lagere biodiversiteit en het verdwijnen van geschikte broedplaatsen. Een andere bedreiging is verstoring door de watersport en nieuwsgierige vogelaars. Gebieden waar de verstoring al vroeg in het jaar zeer hoog is, worden verlaten door ijsvogels. De dieren moeten vervolgens al hun energie steken in het vinden van een nieuw territorium en komen dat jaar vaak niet meer aan broeden toe. IJsvogels sneuvelen regelmatig doordat ze tegen ramen vliegen.

### België en Nederland
In België en Nederland gold de ijsvogel jarenlang als een bedreigde soort, maar de trend is dat hun aantallen toenemen. In Nederland was er een stijging van 35 tot 50 broedparen in 1997 naar 650 tot 700 in 2002, mede veroorzaakt door de zachte winters, verbetering in waterkwaliteit en het herstel van de natuurlijke loop van beken. Ook wordt de soort geholpen door het maken van wakken en ijsvogelwanden, speciaal voor deze dieren ingerichte oeverwanden. Door deze stijging in aantallen is de soort in 2004 van de Nederlandse Rode Lijst verdwenen en wordt de ijsvogel daar niet meer als bedreigde soort beschouwd. Door de strengere vorstperiodes van 2008 tot en met 2012 is het aantal broedparen gedaald van ongeveer 1000 tot rond de 100. In 2013 steeg dit naar 370 en in 2014 naar 700 paar. In 2014 lag het aantal rond de 1000 broedparen.In 2020 is het aantal broedparen verder gestegen tot naar schatting 1050–1250.
In 2005 werd het aantal ijsvogels in Vlaanderen geschat op 650 à 850 broedparen.

### Wereldwijd
De grootte van de totale populatie is in 2015 geschat op 0,7-1,4 miljoen volwassen vogels. Op de Rode lijst van de IUCN heeft deze soort de status niet bedreigd.

## In de cultuur

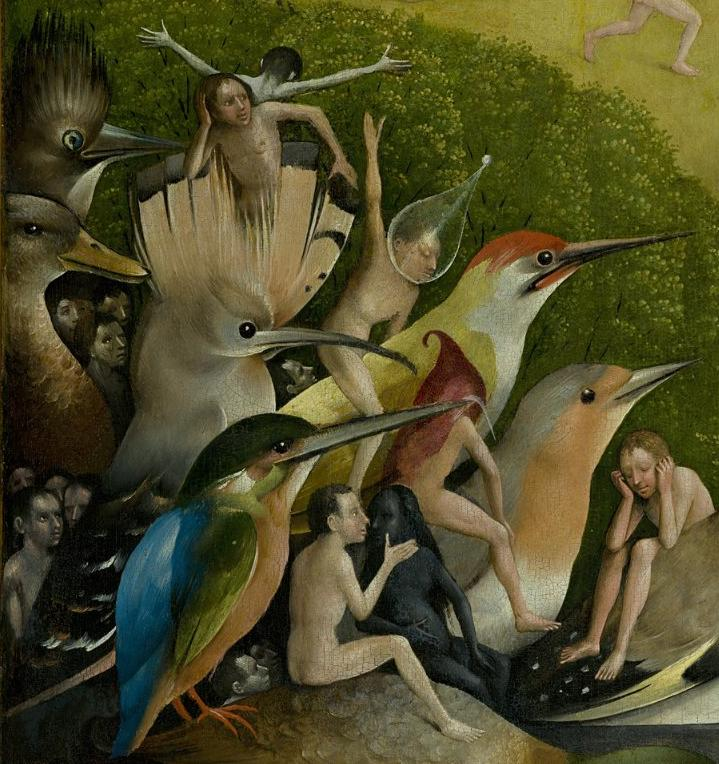
De tuin der lusten (detail), met hop, groene specht, roodborst en ijsvogel
(1480-1490), Jeroen Bosch, Prado, Madrid

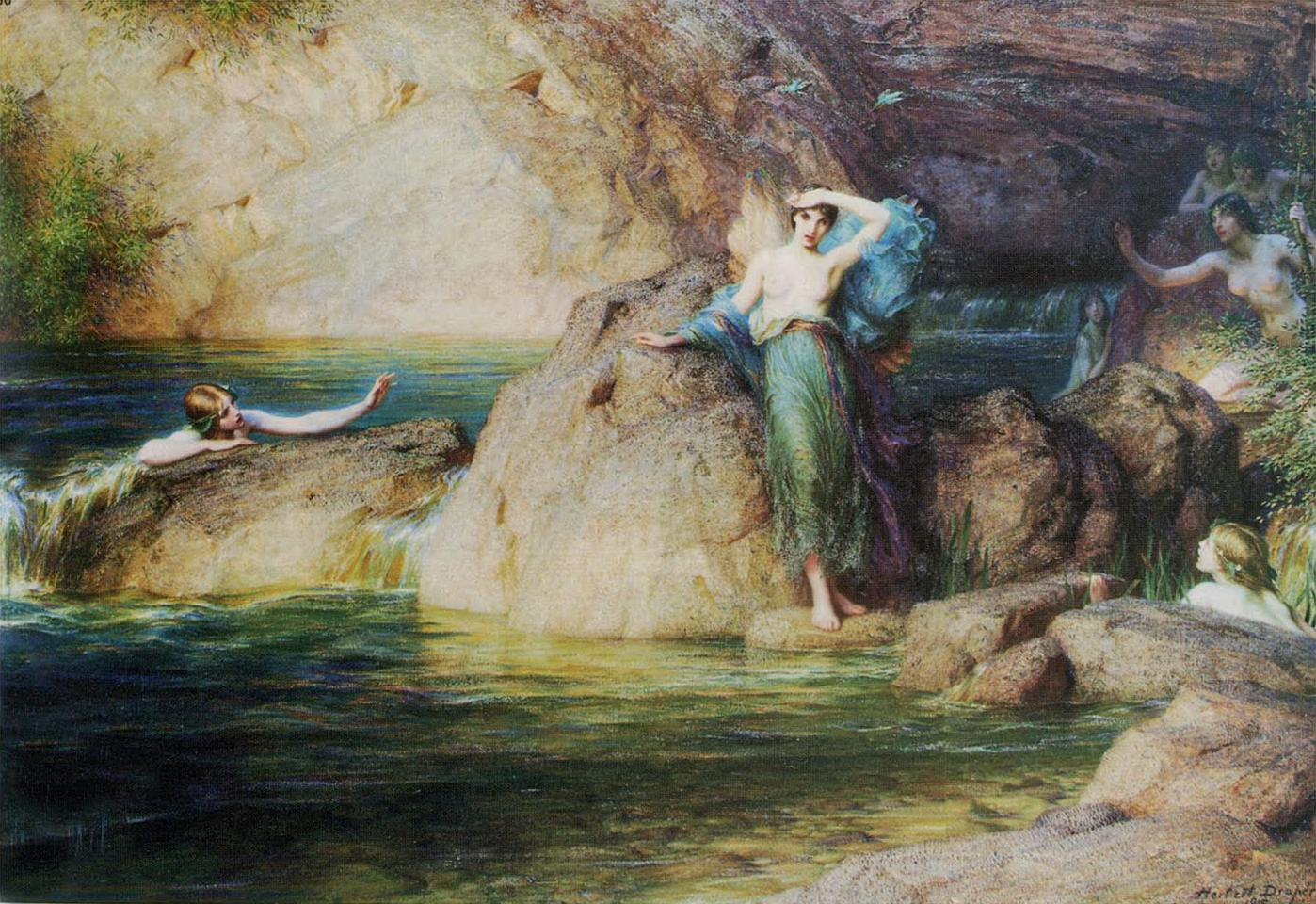
Halcyon
(1915), Herbert James Draper

In de Griekse mythologie wordt het verhaal verteld van Alkyone, de dochter van Aeolus, de god van de wind, en Ceyx, de zoon van de avondster Hesperus. De twee hadden een gelukkig huwelijk, maar wisten de goden te ontstemmen door zich Zeus en Hera te noemen. Om hun hoogmoed te straffen werden de twee veranderd in vogels: Ceyx werd een meeuw, Alkyone een ijsvogel.
In verscheidene legenden, sagen en verhalen speelt de ijsvogel een rol. Zo zou volgens een Franse legende de oorspronkelijk grijze ijsvogel aan zijn bonte kleuren zijn gekomen nadat hij in navolging van de eerder ter verkenning uitgezonden duif de ark van Noach had verlaten. De vogel zou vervolgens vanwege een storm hoger zijn gaan vliegen, en een rode buik hebben gekregen van de ondergaande zon en een blauwe rug van de hemel.
Vanwege zijn kleurenpracht wordt de ijsvogel veelvuldig afgebeeld op schilderijen. Zo is de soort te zien op het drieluik De Tuin der Lusten van Jeroen Bosch, en staat een paartje afgebeeld op Vogels in een landschap van Roelant Savery. De ijsvogel werd afgebeeld op het laatste Nederlandse 10 guldenbiljet.
In de Nederlandse cultuur is de ijsvogel een zinnebeeld van het doorzettingsvermogen en het vertrouwen in een goede afloop ondanks tegenspoed. Daarbij wordt gerefereerd aan de oude Griekse overlevering van de ijsvogel die tijdens een periode zonder storm en zonder golven boven het water nestelt. Willem van Oranje en Koningin Wilhelmina gebruikten beiden dit vignet met het Latijnse motto "Saevis tranquillus in undis". Het motto wordt vertaald als "Rustig te midden van woelende baren".
De kleuren van de veren van de ijsvogel, oranje, wit en blauw, zijn ook die van het prinsdom Oranje en het graafschap Nassau.
Het drijvende nest wordt in de vignetten soms verlicht door een zon met daarin het Christus-monogram "IPX". De protestantse Charlotte van Bourbon, de derde echtgenote van Oranje, liet in 1577 een penning ontwerpen met een ijsvogelmotief. In 1580 werd de medaille door de Vlaamse medailleur Coenraad Bloc geslagen. Op de voorzijde is prins Willem van Oranje afgebeeld; op de keerzijde staan de spreuk en de ijsvogel.
Ovidius beschreef in zijn Metamorfosen hoe het in zee verdronken Thracische koningspaar Ceyx en Alkyone, dochter van de God van de wind Aeolus, door de goden veranderd was in een paar ijsvogels. Deze bouwden volgens Ovidius hun drijvende nest in de zee waar de god van de wind het nest beschermde door het te midden van de door de wind opgezweepte golven in de luwte te houden. In de protestant-christelijke traditie werd Aeolus door de christelijke God vervangen; in de iconografie wordt deze godheid gesymboliseerd door een zon, met het Christus-monogram.
Ook in het bijgeloof speelt de ijsvogel een rol. Zo werden in het verleden binnen sommige culturen de veren en maag van de ijsvogel in talismans verwerkt als afweermiddel tegen blikseminslagen. Het hart van een ijsvogel werd soms als ketting gedragen om onheil af te wenden. Gemummificeerde ijsvogels werden gebruikt als kompas, windvaan of afweermiddel tegen nachtelijke insecten. Paracelsus ging ervan uit dat het lichaam van de ijsvogel na de dood niet tot verrotting overging, en de natuuronderzoeker Balthasar Sprenger schreef nog in 1753 een artikel waarin dit werd bevestigd.

## Afbeeldingen

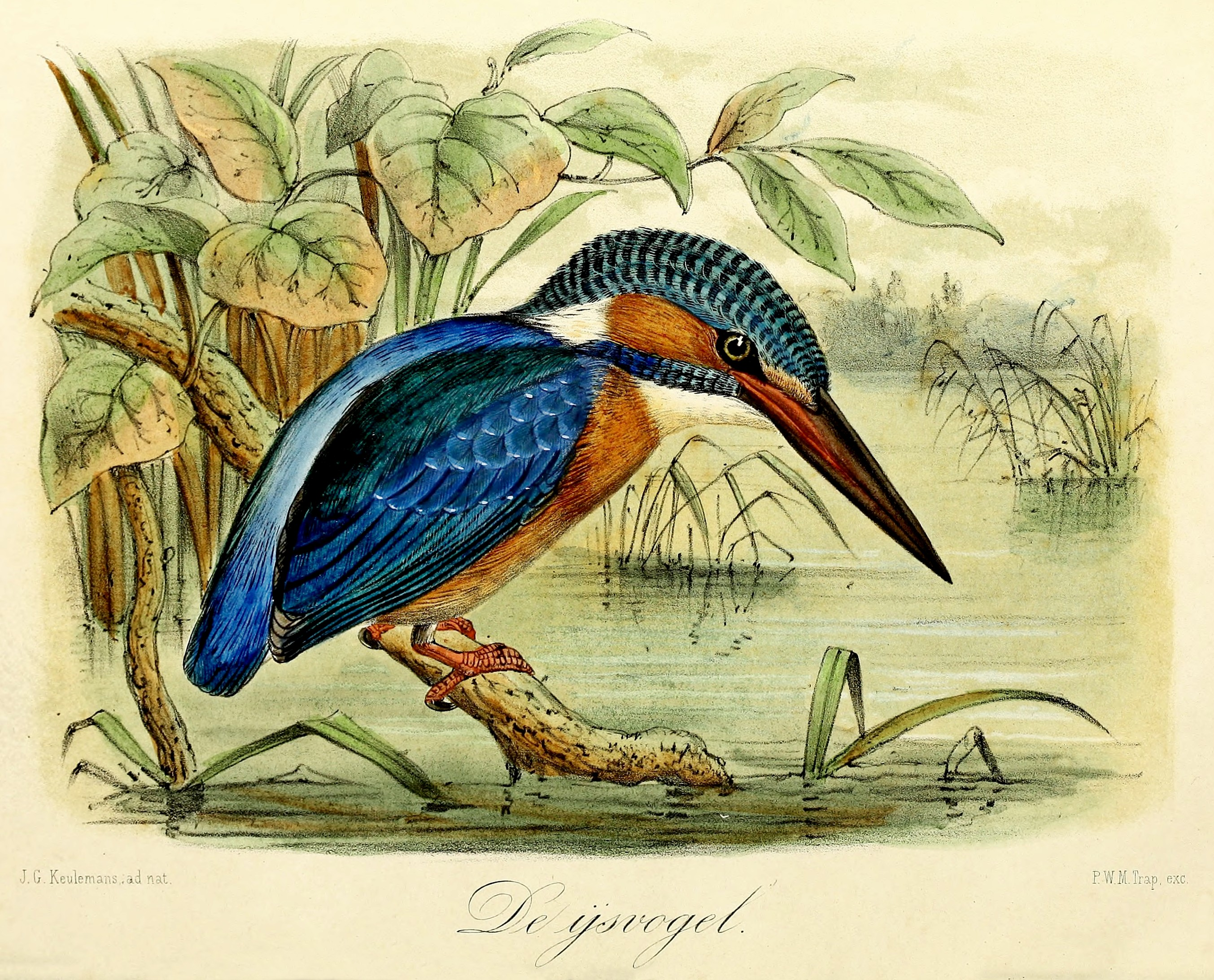
De ijsvogel, John Gerrard Keulemans (1869)